# Zur goldenen Krone (Magdeburg)

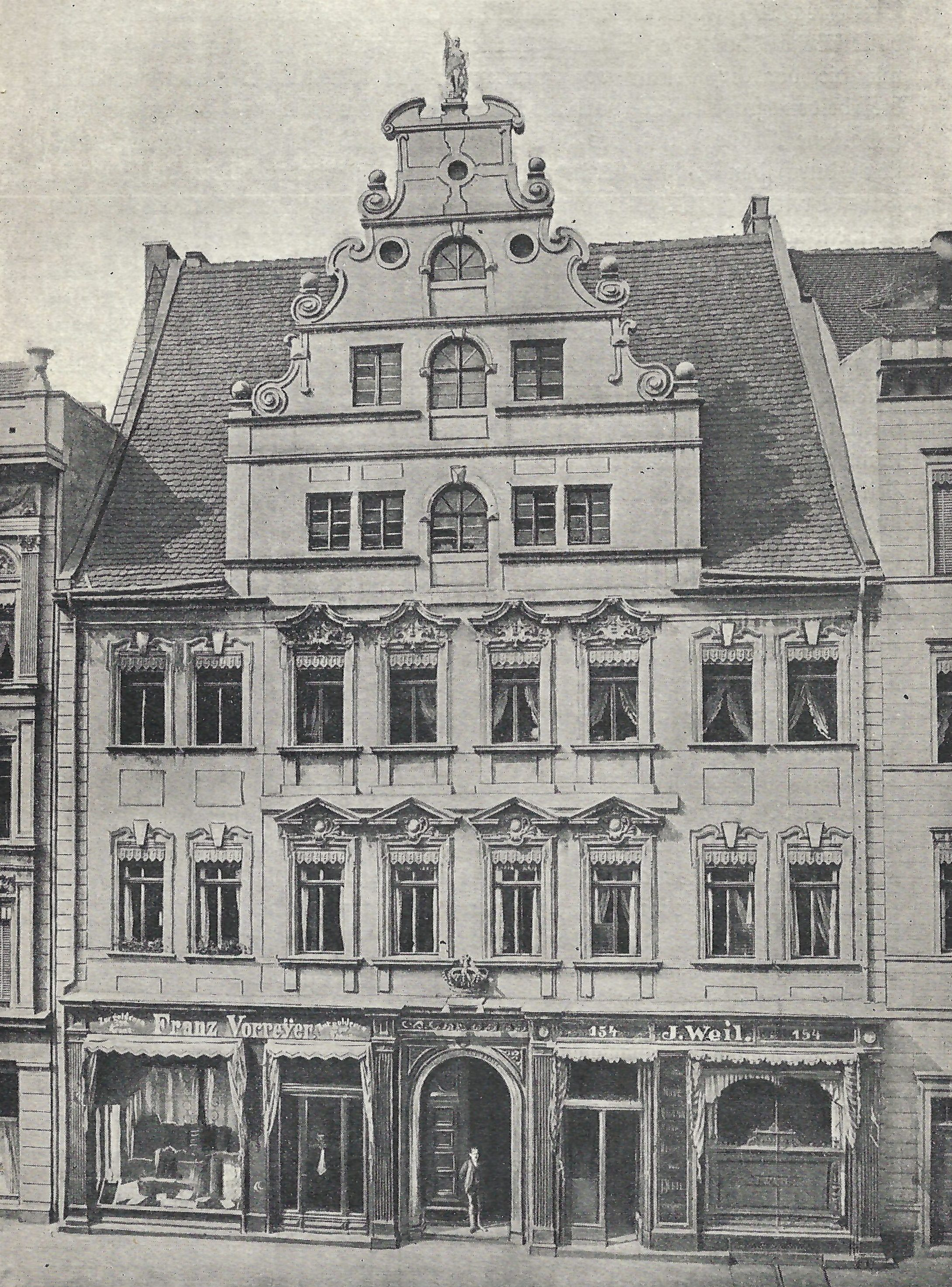
Haus Zur goldenen Krone, 1902 oder früher

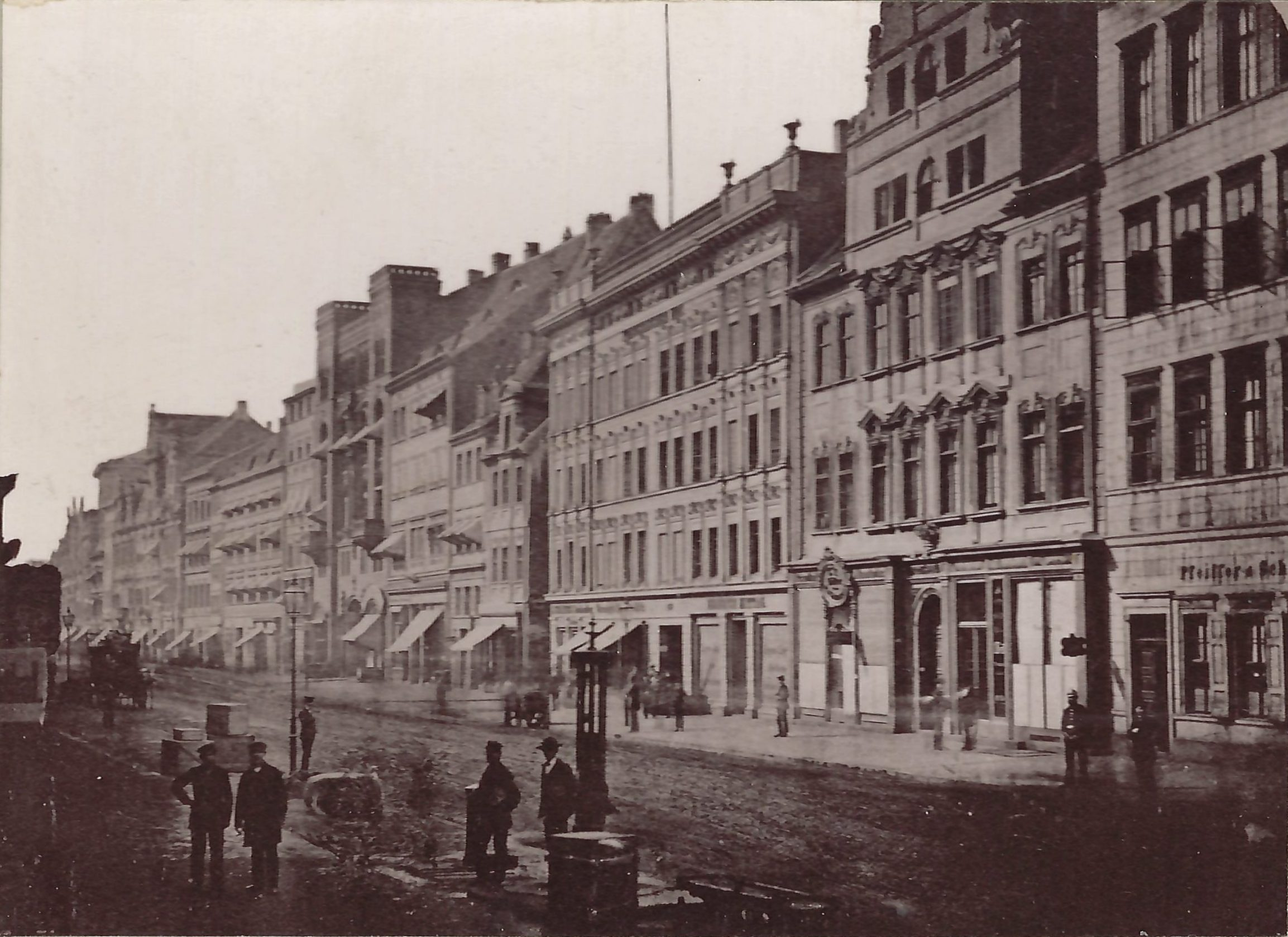
Goldene Krone (rechts), vor 1890

Das Haus Zur goldenen Krone war ein historisches Gebäude in Magdeburg im heutigen Sachsen-Anhalt. Es galt bereits Anfang des 20. Jahrhunderts als Baudenkmal, wurde jedoch 1929 für die Erweiterung eines Kaufhauses abgerissen.

## Lage
Das Gebäude befand sich in der Magdeburger Altstadt auf der Westseite des Breiten Wegs an der Adresse Breiter Weg 154. Eine hintere Ausfahrt des Grundstücks führte zur Großen Münzstraße. Der Standort befand sich südlich schräg gegenüber der Einmündung des Alten Markts, zwischen der Einmündung der Großen Münzstraße und der Weinfaßstraße. Heute befindet sich an dieser Stelle der östliche Teil des Blauen Bocks.

## Geschichte
Schon vor dem Jahr 1631 war mit dem Grundstück das Recht auf Weinausschank verbunden. 1631 gehörte das Grundstück Rottmeister Johann Schmidt, dann jemandem mit dem Namen Kramer. Die Erben waren jedoch in den Wirren des Dreißigjährigen Kriegs verschollen. Vor dem Jahr 1646 wurde auf der wohl nach der Zerstörung Magdeburgs im Jahr 1631 zerstörten Stätte durch vermutlich kursächsische Soldaten eine Hütte errichtet. Der Schuster Jacob Braun kaufte ihnen beim Abzug im Jahr 1646 die Hütte ab. Der Rat der Stadt Magdeburg erteilte Braun die Erlaubnis, in die Hütte einzuziehen, bis sich die rechtmäßigen Erben finden würden. Er wurde jedoch beauflagt, die Mauern nicht zu beschädigen. Jacob Braun lebte bis 1652 auf dem Grundstück. 1653 übernahm es der Nadler Martin Nitzsche. Da die Erben auf Dauer unbekannt blieben, wurde das Grundstück im Jahr 1659 für 550 Taler an Gottfried Rosenstock veräußert. In einem ersten Entwurf des Kaufvertrags war als Käufer Arnd Köpke vorgesehen. Köpke wurde danach auch tatsächlich Eigentümer, sodass davon ausgegangen wird, dass Rosenstock nur als Mittelsmann fungierte.
Köpke bemühte sich um das Recht auf den Ausschank fremder Biere, das ihm jedoch vom Rat der Stadt verweigert wurde. Zur Begründung wurde ausgeführt, dass schon zu viele solcher Rechte vergeben gewesen sein, die für den Absatz des heimischen Bieres nachteilig wären. Außerdem bestünden für Köpke schon so vielerlei Handlungen. Köpke gelang es dann beim Administrator in Halle (Saale) am 16. Januar 1673 trotzdem ein entsprechendes Privileg zu erreichen. Es bestand in solchen Fragen eine Rechtsunsicherheit, da die Zuständigkeit des Rats durch die diskutierte Frage der Reichsfreiheit der Stadt offen war. Der Rat legte ein Rechtsmittel ein, das in einem Prozess vor dem Reichskammergericht mündete. Das Ergebnis des Prozesses ist nicht überliefert.
Köpke errichtete dann das bekannte dreigeschossige Gebäude, das in dieser Form im Wesentlichen bis 1929 erhalten blieb. Die genaue Bauzeit wird unterschiedlich angenommen. Zum Teil wird angenommen, dass das Haus 1673 während der Rechtsstreitigkeiten bereits wieder gestanden haben muss. An anderer Stelle wird angenommen, dass es etwa in der Zeit von 1650/1660 wieder errichtet worden sein muss. Abgeleitet wird dies von der starken Ähnlichkeit des Giebels mit dem des älteren Rochschen Hauses. Andere Angaben nennen als Bauzeit erst die Zeit um 1700. Köpke richtete eine Schenke ein. Nach Köpkes Tod veräußerten es seine Erben 1723 an den Autor Johann Mahnert.
In der Zeit zwischen 1725 und 1730 erfolgte ein Umbau des Hauses, der vor allem die Gestaltung der Geschosse betraf, den Giebel jedoch unverändert ließ. Dabei sollen neben der Dekoration der Fassaden insbesondere auch die Fensterachsen der Geschosse, nicht jedoch des Giebels verändert worden sein, woraus sich die Unterschiedlichkeit zwischen Giebel und Hauptfassade erkläre. Der Giebel wäre demnach deutlich älter, als der Rest der Fassade. Die Umbauten erfolgten im Geschmack der Zeit nach französischen Vorbildern. Andere Angaben gehen davon aus, dass die Anordnung von Fenstern und Portal ursprünglich ist und nennen als Zeit des Umbaus die 1720er Jahre.
Im Jahr 1803 gehörte das Grundstück einem Herrn Wolff, 1823 der Witwe Auguste Vogler, geborene Treuer. 1845 wurde dann seine Witwe als Eigentümerin geführt. 1852 wurden Umbauten vorgenommen. Seit spätestens 1870 fiel das Eigentum am Haus mit dem Eigentum an den Nachbargebäuden Breiter Weg 152 und 153 zusammen. Weitere Umbauten erfolgten 1906 und 1909 im Erdgeschoss. In dieser Zeit wurde auch eine Verbindung zu den Nachbargebäuden Breiter Weg 152 und 153 hergestellt, die seit 1905/1906 mit einem Warenhausneubau bebaut waren.
Um 1911 waren im Haus sowohl das Spezialgeschäfte für Kleiderstoffe und Seidenwaren von Franz Vorreyer als auch die Herren- und Damenschneiderei J. Weil ansässig.
1914 waren die Leipziger Kommerzienräte K. Kaiser und W. Steigerwald Eigentümer des Komplexes. In späteren Jahren, so 1925, 1938 und 1940 wurde dann Kommerzienrat Carl Kaiser, Inhaber der Kaufhauskette Steigerwald & Kaiser, als Eigentümer geführt. 1929 wurde das Gebäude abgerissen und im Rahmen einer Erweiterung in den Komples Breiter Weg 152/153 einbezogen. Es entstand ein modernes Warenhaus. Stadtarchivar Ernst Neubauer bezeichnete sie als Glaskasten und bedauerte den Abriss.
Im Zweiten Weltkrieg erlitt das Warenhaus schwere Schäden. Nach dem Luftangriff auf Magdeburg vom 16. Januar 1945 war es ausgebrannt, blieb jedoch in seiner Konstruktion erhalten. Die Ruine wurde genutzt, um dort Tote zu sammeln, so dass eine Identifizierung durch Angehörige möglich war.
Es war ein Wiederaufbau und Weiterbetrieb des Hauses geplant, für den eine Genehmigung erfolgte. Im Sommer 1946 erfolgte ein Abbruch der Frontspieße und die Entfernung von Schutt. Die Baugenehmigung wurde dann jedoch zurückgezogen. Zumindest im Jahr 1950 wurde noch die Erbengemeinschaft Kaiser als Eigentümerin geführt. Später wurde in dem Bereich der Blaue Bock errichtet, der 2020/2021 durch einen Neubau ersetzt wurde.
Der Verbleib des Hauszeichens ist unbekannt.

## Architektur
Die achtachsige Fassade bestand zumindest seit dem Umbau in den 1720er Jahren aus einem vierachsigen Mittelteil, über dem sich ein Mittelgiebel erhob und jeweils zweiachsigen Seitenteilen. Der dreigeschossige Giebel war mit Bogen- und Volutenwerk verziert. Mittig im Giebel war in jedem Geschoss ursprünglich eine rundbogige Tür eingefügt, die ursprünglich für das Einlagern von Waren vorgesehen waren. Die Bögen über diesen Türen setzten auf kleinen facettierten Quadern an, die die Fassadengliederung durchbrachen. Auch due Schlusssteine der Bögen waren so gestaltet. Eine ähnliche Ausführung befand sich auch an der Heideckerei.
Das Erdgeschoss war in späterer Zeit durch die Einbauten von Ladengeschäften und Schaufenstern verändert worden. Die Hauseinfahrt bestand mittig, über ihr befand sich mittig eine Krone.
Im Gebäudeinneren befand sich in einem kleinen Turm eine Wendeltreppe mit gewundener Spindel. Bemerkenswert waren mehrere im ersten Obergeschoss des Hauses befindliche Stuckdecken. Dies betraf vor allem den an der nordöstlichen Ecke gelegenen Saal. Die dort sichtbaren Balken waren mit einer Rahmenverzierung versehen, die dazwischenliegenden Felder waren reich mit Figuren geschmückt. Es gab acht weibliche oder männliche Gestalten, deren lateinische Unterschriften sie als die vier Jahreszeiten und die vier Elemente auswiesen. Zu jeder der Figuren war in einem benachbarten Feld der Decke ein passendes Tier dargestellt. Es gab eine vordere und eine hintere Hälfte, mit je einem geschlossenen Kreis von Darstellungen. Die Darstellungen wurden als „derb realistisch“ bezeichnet. Die menschlichen Figuren seien in ihren Proportionen zum Teil inkorrekt gewesen, insgesamt wurde jedoch eine hübsche Gesamtwirkung bescheinigt. Die Raumaufteilung des Hauses passte nur wenig zur Fensteranordnung der Fassade. So verlief die Südwand des Saals in eine Fensternische hinein. Die Nische war daher zum Saal hin durch eine dünne Wand verschalt. Zur südlich angrenzenden Nebenstube war die Nische hingegen offen. Da die Stuckdecke eine in sich geschlossene Einheit darstellte und die Einbeziehung der Nische wohl kaum so geplant gewesen sein kann, wird davon ausgegangen, dass die Raumaufteilung schon ursprünglich bestand, die hierzu ungewöhnliche Lage der Fensteröffnungen sich jedoch erst im Zuge der Umbauarbeiten in den 1720er Jahren ergab.